# Operació Salmó
L'Operació Salmó és el nom amb què va anomenar Luis Carrero Blanco l'estratègia per aconseguir que el general Francisco Franco designés com a successor seu a Joan Carles de Borbó.
Van ser els ministres de l'Opus Dei encapçalats per Luís Carrero Blanco i Laureà López Rodó els que idearen aquesta operació que comptava amb l'oposició de diverses persones del règim la qual cosa unida a l'habitual lentitud decissòria del general Franco portaren a donar aquest nom a la seva estratègia, ja que s'havia de tenir la mateixa paciència que amb la pesca del salmó.